# Nasty Sex
«Nasty Sex» (en español: "Sexo sucio") es una canción interpretada por la banda mexican de rock La Revolución de Emiliano Zapata, que está incluida en su álbum debut de estudio, titulado Revolución de Emiliano Zapata así lanzado como también el primer sencillo de dicho disco por Polydor Récords en abril de 1971.

## Antecedentes y signficado
La canción fue escrita por el vocalista  Javier Martín del Campo, «Javis», y hace alusión de una exploración intensa y oscura de la posesión y el control en una relación. Además advierte sobre las consecuencias de perseguir relaciones superficiales o meramente físicas, destacando que este tipo de interacciones sexuales ('nasty sex') eventualmente decepcionará a los involucrados.

## Lista de canciones

### CD - Promo[5]
| Nasty Sex — Single |               |          |  |
| N.º                | Título        | Duración |  |
| 1.                 | «Nasty Sex»   | 3:15     |  |
| 2.                 | «Still Don't» | 3:15     |  |

## Posiciones en las listas
| Listas (1970's)                           | Posición |
| ----------------------------------------- | -------- |
| Estados Unidos Billboard Hot Latin Tracks | 67       |

## Premios y nominaciones
| Año  | Publicación          | País          | Lista                                               | Puesto |
| ---- | -------------------- | ------------- | --------------------------------------------------- | ------ |
| 2006 | Alborde              | EUA           | 500 canciones del Rock Iberoamericano               | 351°   |
| 2009 | Rock en las Américas | Latinoamérica | Las 120 mejores canciones del rock hispanoamericano | 120°   |